# スクルド (小惑星)
スクルド (1130 Skuld) は、小惑星帯に位置する小惑星の一つ。
1929年9月2日にカール・ラインムートによってハイデルベルクのケーニッヒシュトゥール天文台で発見され（同年9月12日にベルゲドルフ天文台でアルノルト・シュヴァスマンとアルノ・ヴァハマンも独立して発見）、北欧神話に登場する運命の女神ノルン三姉妹の末妹、スクルドにちなんで名づけられた。